# Brachytarsophrys orientalis
Brachytarsophrys orientalis — вид жаб родини азійських часничниць (Megophryidae). Описаний у 2020 році.

## Поширення
Ендемік Китаю. Поширений у провінціях Цзянсі та Фуцзянь на південному сході країни. Мешкає у вологих субтропічних вічнозелених широколистяних лісах, де трапляється під скелями та в монтанних потоках.

## Опис
Самці досягають від 76,8 до 82,7 мм завдовжки, а самиці до 88,6 мм.